# Alfred Sandwall
Johan Alfred Sandwall, född 9 juli 1839 i Norra Sandsjö församling, Jönköpings län, död 8 december 1930 i Borås församling, Älvsborgs län, var en svensk fabriksidkare (ägare till Sandwalls bryggeri i Borås) och politiker. Han var bror till Johan, Frans Gustaf och Jonas Sandwall samt far till Sven Sandwall.
Sandwall var elev i bryggarskola och praktiserade vid Spatenbryggeriet i München 1858–1859 och bildade 1862 Sandwalls ångbryggeri då han övertog det bayerska bryggeriet i Borås. Han var först med att brygga pilsner i Sverige.
Sandwall tillhörde stadsfullmäktige i Borås 1873–1922, var ledamot av drätselkammaren 1883–1903 (ordförande flera år), av Borås vattenverksstyrelse 1880–1920 (ordförande 1892–1920), av skolrådet och styrelsen för Tekniska elementarskolan i Borås flera år och bland annat ordförande i kommittén för byggande av Borås stads kraftstation i Haby. Han var ledamot av Älvsborgs läns landsting 1888–1914 och ledamot av lasarettsdirektionen i Borås 1888–1916 (vice ordförande 1892–1916).
I riksdagen var Sandwall ledamot av andra kammaren 1897–1902, och av första kammaren 1903–1911 (suppleant i tillfälligt utskott, ledamot av särskilt utskott och bevillningsutskottet, suppleant och ledamot av konstitutionsutskottet). Han var styrelseledamot i Borås–Herrljunga Järnväg, Göteborg–Borås Järnväg och Borås–Alvesta Järnväg, ledamot i kommittén angående beskattning av maltdrycker 1891–1892 och av Svenska bryggeriföreningens styrelse 1885–1897 (vice ordförande 1891–1897).